# جيمي لي (لاعب كريكت)
جيمي لي (3 ديسمبر 1971 في نيوزيلندا - ) (بالإنجليزية: Jamie Lee)‏ هو لاعب كريكت نيوزلندي.